# Joseph Howland
Joseph Howland (* 3. Dezember 1834 in New York City; † 31. März 1886 in Menton, Frankreich) war ein US-amerikanischer Offizier, Politiker und Philanthrop. Er war von 1866 bis 1868 Treasurer of State von New York.

## Frühe Jahre
Joseph Howland wurde in einer prominenten Kaufmannsfamilie geboren, welche durch den Handel mit China reich wurde. Sein erster amerikanischer Vorfahre, John Howland, war einer der Pilgerväter und einer der Unterzeichner des Mayflower-Vertrages im Jahr 1620, dem Regierungsdokument, was als Grundlage für die Gründung der Plymouth Colony diente. Der Vater von Joseph Howland war Samuel Shaw Howland, Partner in der Reederei Howland & Aspinwall. Seine Mutter war Joanna Esther Hone, die Nichte von Philip Hone, dem bekannten Tagebuchschreiber und Bürgermeister von New York City. Die Familie lebte am 12 Washington Square. Die Howlands waren eine tief religiöse Familie. In diesem Zusammenhang beabsichtigte Howland einem geistlichen Amt nachzugehen, gab aber diese Pläne wegen seines schlechten Gesundheitszustandes wieder auf. Sein schlechter Gesundheitszustand hinderte ihn auch die Schule und die Universität zu besuchen. Als Folge davon wurde er zu Hause unterrichtet. Eine mehrjährige Europareise vervollständigte seine Ausbildung. Seine Mutter verstarb, als er 14 Jahre alt war. Seinen Vater verlor er im Alter von 19 Jahren.
Im Alter von 21 Jahren heiratete er Eliza Newton Woolsey aus New York, eine von sieben Schwestern, wohl bekannt als prominente Reformer und Anti-Sklaverei-Aktivisten. Das Paar verbrachte ihre Flitterwochen in Europa und dem Heiligen Land. Während ihrer Reise durch Italien bestellten die Howlands zwei Marmorbüsten von sich selbst von dem italienischen neoklassischen Bildhauer Giovanni Maria Benzoni. Diese Büsten stehen heute in der Howland Public Library in Beacon (New York). Das Paar kehrte 1859 in die Vereinigten Staaten zurück. Im selben Jahr erwarb Howland die Freeland-Farm entlang des Fishkill Creek in der Village von Matteawan und nannte sein neues Anwesen Tioronda. Sein Großonkel, Philip Hone, war 1814 Partner von Peter A. Schenck bei der Errichtung der ersten Fabrik, einer Baumwollspinnerei, in Matteawan.

## Kriegsjahre
Howlands Leben als Country Gentleman endete 1861 mit dem Beginn des Bürgerkrieges. Nach dem Ausbruch des Krieges verpflichtete sich Howland unverzüglich bei den 16. New York State Volunteers, wo er zuerst als Regimentsadjutant diente und später als deren Stabschef. Als der Kommandant der 16. New York State Volunteers eine Beförderung erhielt, wurde Howland einstimmig gewählt, um ihn als Colonel zu ersetzen. Howland nahm im Juli 1861 an der Ersten Schlacht am Bull Run teil.
Er kommandierte die 16. New York State Volunteers nur kurz. Am 29. Juni 1862 führte Howland seine Männer während der Schlacht bei Gaines Mill, einer der Sieben-Tage-Schlachten während des Halbinsel-Feldzuges, an ihren Platz in der Linie, als eine konföderierte Kugel ihn am Oberschenkel traf. Er weigerte sich ins Krankenhaus zu begeben und blieb bei seinen Männern bis zum Ende der Schlacht. Im offiziellen Bericht des Regiments wurde Howland folgendes zugeschrieben:

„... the most undaunted bravery and marked coolness ...“

als er auf seinem Pferd sitzen blieb, die Linie rauf und runter ritt, Befehle erteilte und seine Männer lautstark ermutigte

„... unmindful of ... the leaden hail ...“

durch welchen er geritten war. Für seinen Mut bei Gaines Mill wurde er zum Brevet-Brigadegeneral der Volunteers ernannt.
Der offizielle Bericht führte auch auf, dass seine Verwundung ihn:

„... will disable him for several weeks.“

Tatsächlich beendete die Verwundung seine militärische Laufbahn. Die Wunde und das resultierende Fieber hatten im gefährlichen Ausmaß seiner Gesundheit geschadet und machten einen weiteren aktiven Dienst unmöglich. Howland trat als Kommandeur der 16. New York State Volunteers zurück und diente nie mehr auf dem Kriegsfeld. Er kehrte 1863 während der Draft Riots nach New York City zurück und stellte sich in den Dienst der zivilen und militärischen Autoritäten, als sie versuchten die größten kommunalen Ausschreitungen in der amerikanischen Geschichte niederzuschlagen. Er hob schnell ein Regiment von zivilen Freiwilligen aus, um bei der Beseitigung des Chaos zu helfen. Danach kehrte er ins Zivilleben zurück.

## Späten Jahre

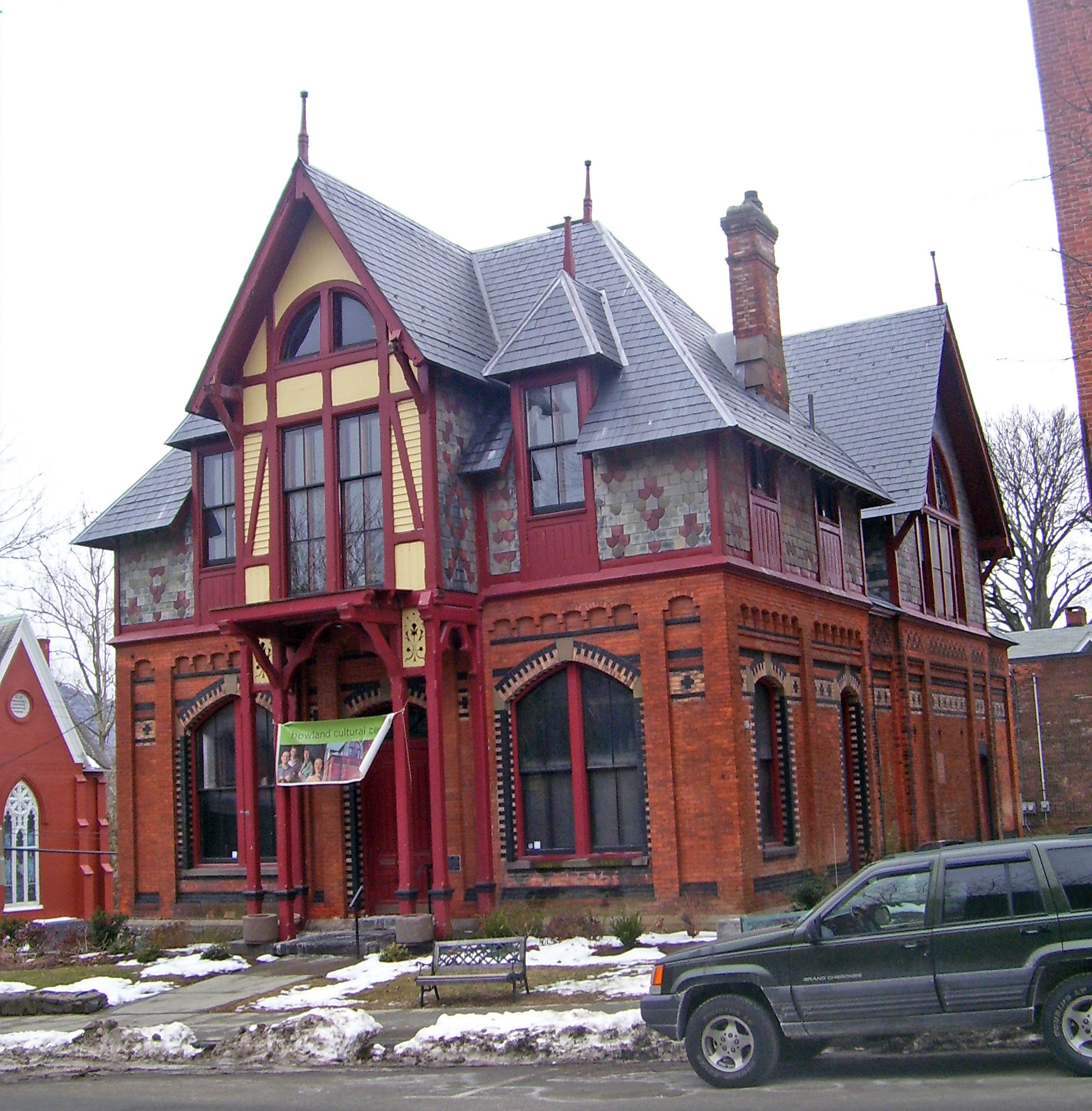
Howland Cultural Center in Beacon (New York)

Nach dem Ende des Krieges nominierte ihn die Republikanische Partei 1865 für das Amt des Treasurers of State. Bei der folgenden Wahl im November 1865 errang er einen Sieg. Howland hatte auch eine aktive Rolle bei der Vertragsgestaltung der Treuhandverträge für die Cornell University und bei der Errichtung des Hudson River State Hospitals für Geisteskranke, da die humane Behandlung von psychisch Kranken eines von seinem und seiner Ehefrau größten Anliegen war. Er war maßgeblich am Bau der Presbyterian Church in Matteawan beteiligt und der öffentlichen Bibliothek, welche immer noch seinen Namen trägt. In diesem Zusammenhang beauftragte er seinen Schwager, den Architekten Richard Morris Hunt, das Bibliotheksgebäude zu entwerfen. Das Gebäude ist heute das Howland Cultural Center und im National Register of Historic Places aufgeführt. 1976 zog die Bibliothek an einen anderen Ort an der Main Street. Howland nahm auch eine aktive Rolle bei der Gründung der National Bank at Fishkill-on-Hudson. Er war vom 24. März 1866 bis zum 30. September 1868 Präsident der Mechanics' Savings Bank of Fishkill-on-Hudson. Das Highland Hospital wurde am 1. Mai 1871 gegründet. Howland erwarb die Immobilie, stattete es als Krankenhaus aus und schenkte es der Town.

## Tod
Howland verstarb 1886 in Menton (Frankreich) und wurde dort beigesetzt. Er und seine Ehefrau hatten keine Kinder. Nach seinem Tod kehrte Eliza Howland nie mehr nach Tioronda zurück, da nach ihren Angaben die Erinnerung an ihren Mann es für sie zu schwer machten. Sie verstarb 1917 in Newport (Rhode Island) im Alter von 82 Jahren. Nach ihrem Tod wurde Tioronda zum Craig House, einem Krankenhaus für psychisch Kranken.
Der Schriftsteller Louis Auchincloss war sein Urgroßneffe.